# Fieldsboro
Fieldsboro es un borough ubicada en el condado de Burlington en el estado estadounidense de Nueva Jersey. En el año 2010 tenía una población de 540 habitantes y una densidad poblacional de 771,43 personas por km².

## Geografía
Fieldsboro se encuentra ubicado en las coordenadas 40°08′10″N 74°43′37″O / 40.13611, -74.72694.

## Demografía
Según la Oficina del Censo en 2000 los ingresos medios por hogar en la localidad eran de $58,958 y los ingresos medios por familia eran $66,607. Los hombres tenían unos ingresos medios de $41,932 frente a los $35,625 para las mujeres. La renta per cápita para la localidad era de $23,908. Alrededor del 1.9% de la población estaba por debajo del umbral de pobreza.